# Picumnus subtilis
Picumnus subtilis là một loài chim trong họ Picidae.